# آیسیس (گروه موسیقی)
آیسیس (Isis) یک بند پست-متال آمریکایی بود که در سال ۱۹۹۷ در بوستون، ماساچوست تشکیل شد. آخرین و مشهورترین آلبوم آنها، Wavering Radiant نام داشت که در سال ۲۰۰۹ منتشر شد و با استقبال و تحسین بالای منتقدان روبرو شد و بعضی آن را بهترین اثر گروه دانستند، در این آلبوم آدام جونز گیتاریست افسانه‌ای گروه تول در دو قطعه همکاری داشت، قطعاتی با گیتار بر روی "Hall of the Dead" و کیبورد بر روی "Wavering Radiant".